# هانس شولتز
هانس شولتز (انگلیسی: Hans Schulz؛ زادهٔ ۴ دسامبر ۱۹۴۲) بازیکن فوتبال اهل آلمان است.
از باشگاه‌هایی که در آن بازی کرده‌است می‌توان به باشگاه فوتبال هامبورگ، باشگاه فوتبال آلمانیا آخن، باشگاه ورزشی وردر برمن، و باشگاه فوتبال فورتونا دوسلدورف اشاره کرد.